# Ferrate(VI)

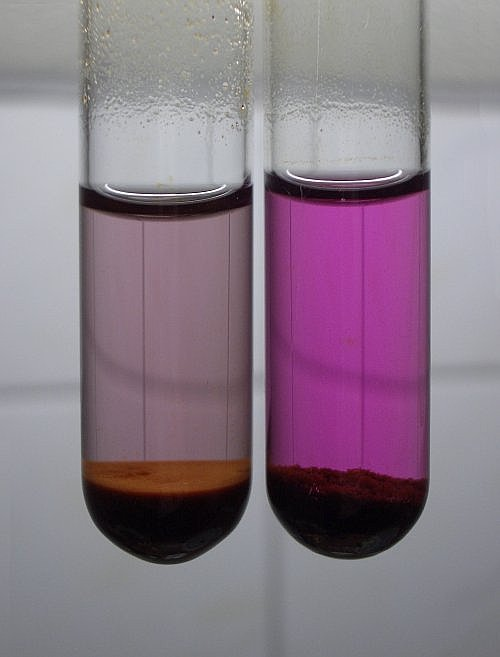
Comparaison des couleurs d'une solution de ferrate de sodium (à gauche) avec une solution de permanganate (à droite)

Le ferrate(VI) est l'oxyanion inorganique de formule chimique [FeO4]2−. Il est photosensible, donne une couleur violet pâle aux composés et aux solutions qui en contiennent et est l'une des espèces oxydantes  connues les plus stables à l'eau. Bien qu'elle soit classée comme base faible, les solutions concentrées contenant du ferrate(VI) sont corrosives, agressent la peau et ne sont stables qu'à pH élevé.

## Nomenclature
Le terme ferrate est normalement utilisé pour signifier le ferrate(VI), bien qu'il puisse désigner d'autres anions contenant du fer, dont la plupart sont plus couramment rencontrés que les sels de [FeO4]2−. Ceux-ci incluent les espèces fortement réduites tétracarbonylferrate de disodium (Na2[Fe(CO)4]) et K2[Fe(CO)4], et les sels du complexe tétrachloroferrate de fer(III) [FeCl4]− dans le tétrachloroferrate de 1-butyl-3-méthylimidazolium . Bien que rarement étudiés, les oxyanions ferrate(V) [FeO4]3− et ferrate(IV) [FeO4]4− du fer existent également. Ceux-ci aussi sont appelés ferrates.

## Synthèse
Les sels de ferrate(VI) sont formés en oxydant le fer en milieu aqueux avec des agents oxydants puissants dans des conditions alcalines, ou à l'état solide en chauffant un mélange de limaille de fer et de nitrate de potassium en poudre.
Par exemple, les ferrates sont produits en chauffant de l'hydroxyde de fer(III) avec de l'hypochlorite de sodium en solution alcaline :
2 Fe(OH)3 + 3 OCl− + 4 OH− → 2 [FeO4]2− + 5 H2O + 3 Cl−
L'anion est généralement précipité sous forme de sel de baryum (II), formant du ferrate de baryum.

## Propriétés
Fe(VI) est un oxydant fort sur toute la gamme de pH, avec un potentiel de réduction (couple Fe(VI)/Fe(III)) variant de +2,2 V à +0,7 V versus SHE en milieu acide et basique respectivement.
[FeO4]2− + 8 H+ + 3 e− ⇌ Fe3+ + 4 H2O ; E0 = +2.20 V (milieu acide)
[FeO4]2− + 4 H2O + 3 e− ⇌ Fe(OH)3 + 5 OH− ; E0 = +0.72 V (milieu basique)
De ce fait, l'anion ferrate (VI) est instable à des valeurs de pH neutres ou acides, se décomposant en fer (III): La réduction passe par des espèces intermédiaires dans lesquelles le fer a des états d'oxydation +5 et +4. Ces anions sont encore plus réactifs que le ferrate(VI). Dans des conditions alcalines, les ferrates sont plus stables et peuvent demeurer 8 à 9 heures à pH 8 ou 9.
Les solutions aqueuses de ferrates sont roses lorsqu'elles sont diluées et rouge foncé ou violet à des concentrations plus élevées,. L'ion ferrate est un agent oxydant plus puissant que le permanganate, et oxyde l'ammoniac en azote moléculaire.
L'ion ferrate(VI) a deux électrons non appariés et est donc paramagnétique. Il a une géométrie moléculaire tétraédrique, isostructurale avec les ions chromate et permanganate.

## Applications
Les ferrates sont d'excellents désinfectants et sont capables d'éliminer et de détruire les virus. Ils sont également intéressants en tant que produits chimiques de traitement de l'eau respectueux de l'environnement, car le sous-produit de l'oxydation des ferrates est le fer (III) relativement bénin.
Le ferrate de sodium (Na2FeO4) est un réactif utile avec une bonne sélectivité et est stable en solution aqueuse à pH élevé, restant soluble dans une solution aqueuse saturée en hydroxyde de sodium.[réf. nécessaire]